# Mexikansk tita
Mexikansk tita (Poecile sclateri) är en fågel i familjen mesar inom ordningen tättingar. Den förekommer huvudsakligen i bergstrakter i Mexiko, men även in i sydvästra USA. Fågeln minskar i antal, men beståndet anses ändå vara livskraftigt.

## Kännetecken

### Utseende
Mexikansk tita är en 12,5-13,5 centimeter lång fågel. Båda könen har svart hätta, vita kinder och en kort svart näbb. Rygg och flanker är grå medan resten av undersidan är blekare. Den liknar amerikansk talltita, men skiljer sig genom den större svarta haklappen som sträcker sig ända ner till övre delen av bröstet. Vidare syns ett vitaktigt band från haklappen ner över bukens mitt.

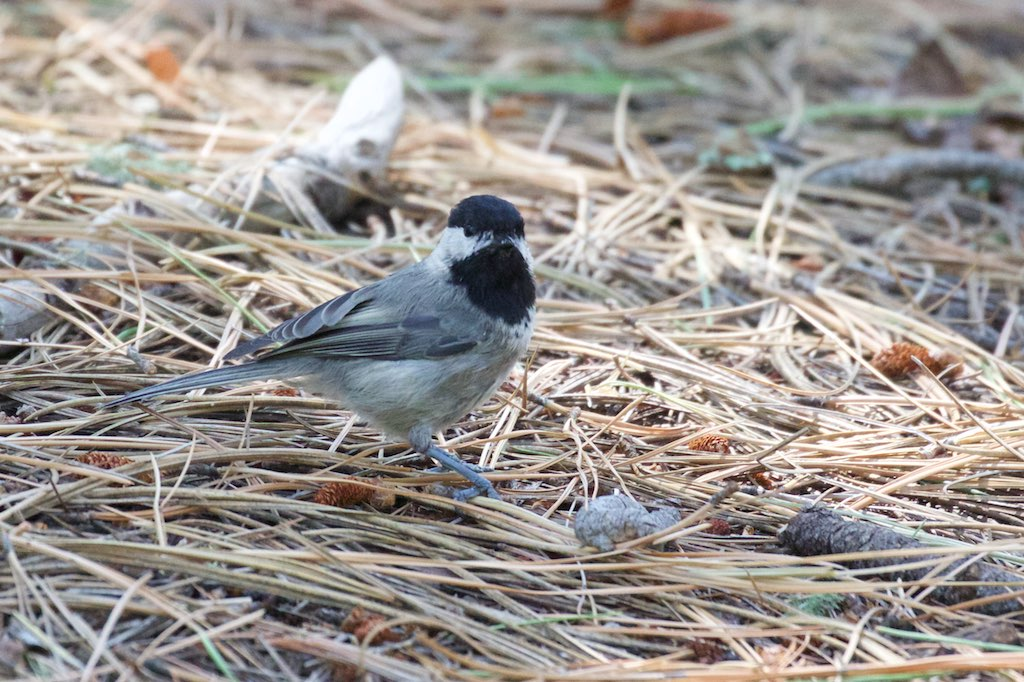
En mexikansk tita visar upp sin stora svarta haklapp.

### Lätet
Lätet skiljer sig tydligt från dess släktingar, en komplex drillande vissling och ett tjockt tji-li.

## Utbredning och systematik
Mexikansk tita delas upp i fyra underarter med följande utbredning:
- Poecile sclateri eidos – förekommer i ek- och tallskogar i sydöstra Arizona och New Mexico till nordvästra Mexiko
- Poecile sclateri garzai – norra Mexiko (sydöstra Coahuila och gränsen till Nuevo León)
- Poecile sclateri sclateri – bergstrakter i västra Mexiko (sydöstra Sinaloa till Puebla och västra Veracruz)
- Poecile sclateri rayi – bergstrakter i västra Mexiko (södra Jalisco till Guerrero och Oaxaca)

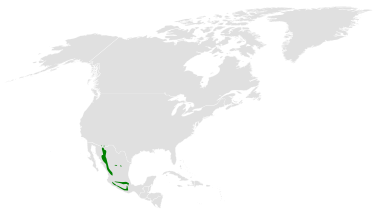
Artens utbredningsområde.

### Släktestillhörighet
Arten placerade tidigare i det stora messläktet Parus. Data från jämförande studier av DNA och morfologi visade att en uppdelning av släktet bättre beskriver mesfåglarnas släktskap varför de flesta auktoriteter idag behandlar Poecile som ett distinkt släkte.

## Levnadssätt
Mexikansk tita är stannfågel i bergsskogar men kan röra sig mot lägre nivåer vintertid. Boet byggs av honan och placeras upp till 18 meter ovan mark. Hon lägger fem till åtta fint rödfläckigt vita ägg. Häckningsbiologin är dåligt känd, men det uppskattas att honan ruvar äggen elva till 14 dagar och att ungarna är flygga 18–21 dagar efter kläckning.

## Status och hot
Arten har ett stort utbredningsområde och en stor population, men tros minska i antal, dock inte tillräckligt kraftigt för att den ska betraktas som hotad. Internationella naturvårdsunionen IUCN kategoriserar därför arten som livskraftig (LC). Världspopulationen uppskattas till två miljoner vuxna individer.

## Namn
Fågelns vetenskapliga artnamn hedrar Philip Lutley Sclater (1829-1913), engelsk ornitolog och samlare av specimen.